# Erebuni Sport Club
L'Erebuni Sport Club è una squadra armena di calcio a 5 con sede a Erevan.

## Storia
La società è stata fondata nel 2007 e già al termine della stagione 2008-09 si è aggiudicata il suo primo titolo nazionale. La vittoria del campionato le ha consentito di disputare la Coppa UEFA 2009-10.

## Rosa 2009-2010
| N. |                    | Ruolo | Calciatore           |
| -- | ------------------ | ----- | -------------------- |
| 1  | Armenia (bandiera) | G     | Harutyun Harutyunyan |
| 2  | Armenia (bandiera) | G     | Hakob Uzunyan        |
| 3  | Armenia (bandiera) | G     | Karen Barseghyan     |
| 4  | Armenia (bandiera) | G     | Aram Eghiazaryan     |
| 5  | Armenia (bandiera) | G     | Arman Sahakyan       |
| 6  | Armenia (bandiera) | G     | Gagik Simonyan       |
| 7  | Armenia (bandiera) | G     | Avetis Tonelyan      |

| N. |                    | Ruolo | Calciatore         |
| -- | ------------------ | ----- | ------------------ |
| 8  | Armenia (bandiera) | G     | Armen Gyulambaryan |
| 9  | Armenia (bandiera) | G     | Grigor Mkrtchyan   |
| 10 | Armenia (bandiera) | G     | Aram Kosayan       |
| 11 | Armenia (bandiera) | G     | Vardges Israyelyan |
| 12 | Armenia (bandiera) | G     | Mher Mirumyan      |
| 13 | Armenia (bandiera) | G     | Arsen Aghababyan   |
| 14 | Armenia (bandiera) | G     | Roman Charikyan    |

## Palmarès
- Campionato armeno: 2
2008-2009, 2010-2011
- Coppa d'Armenia: 1
2008-2009